# لوكاس بيونتيك
لوكاس بيونتيك (بالبولندية: Łukasz Piątek)‏ هو لاعب كرة قدم بولندي في مركز الوسط، ولد في 21 سبتمبر 1985 في وارسو في بولندا. لعب مع بولونيا وارسو وزاغويمبيه لوبين.

## وصلات خارجية
- لوكاس بيونتيك على موقع قاعدة بيانات كرة القدم.إي يو (الإنجليزية)
- لوكاس بيونتيك على موقع Soccerway.com (الإنجليزية)